# PACS
Ett PACS (Picture Archiving and Communication System)
är en dator, ett datorsystem eller nätverk som hanterar lagring, åtkomst, distribution och presentation av medicinska digitala bilder.
Ett PACS kan vara dedicerat till att enbart hantera vissa bildtyper (exempelvis ultraljudsbilder), men vanligare är att PACS:et kan hantera bilder från många olika modaliteter.
Ett PACS är den digitala motsvarigheten till ett filmarkiv för röntgenfilmer. Jämfört med filmarkivet erbjuder ett PACS åtkomst av bilder på flera ställen samtidigt, även på avdelningar på ett långt fysiskt avstånd från varandra. Detta ger samarbetsmöjligheter till exempel inom ett landsting eller smidigt remissförfarande mot experter.
För integration mellan modaliteter, arbetsstationer och PACS av olika fabrikat används regelmässigt standarden DICOM.